# Ormont

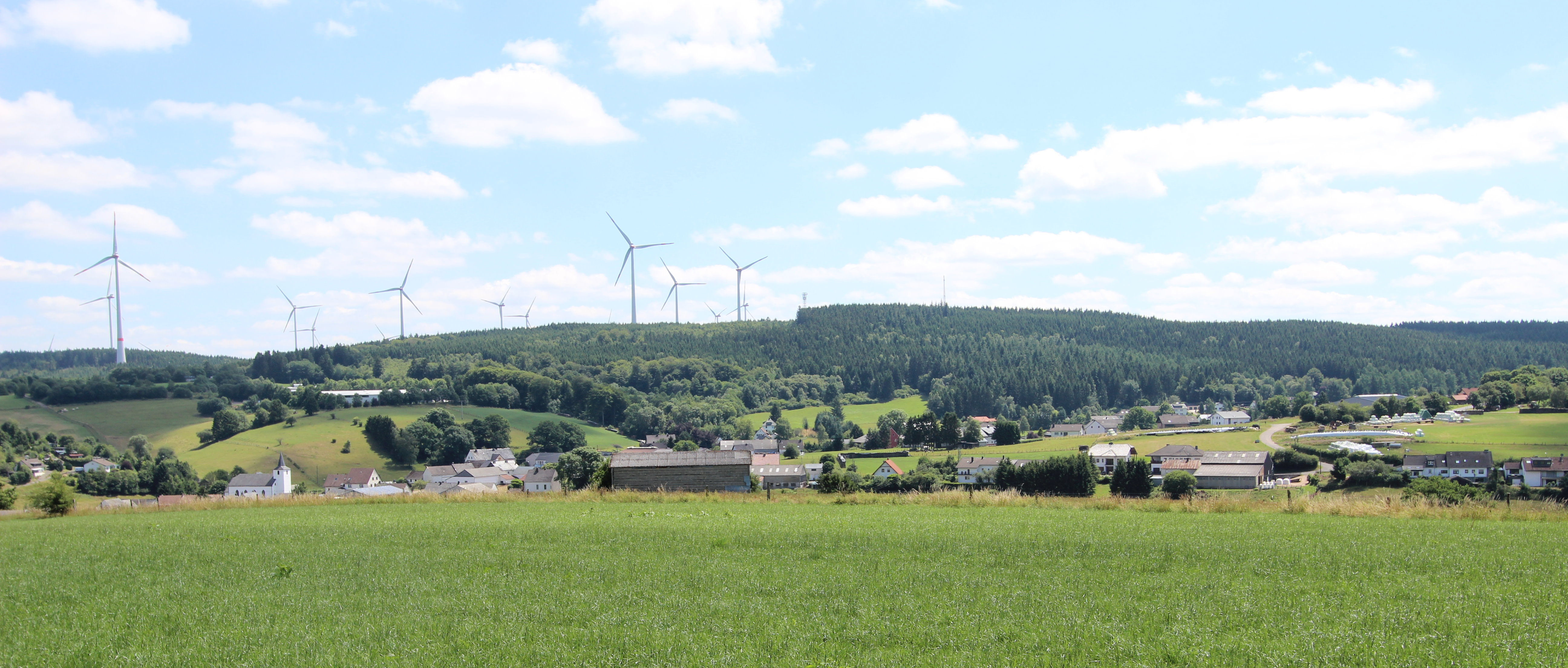
Ormont

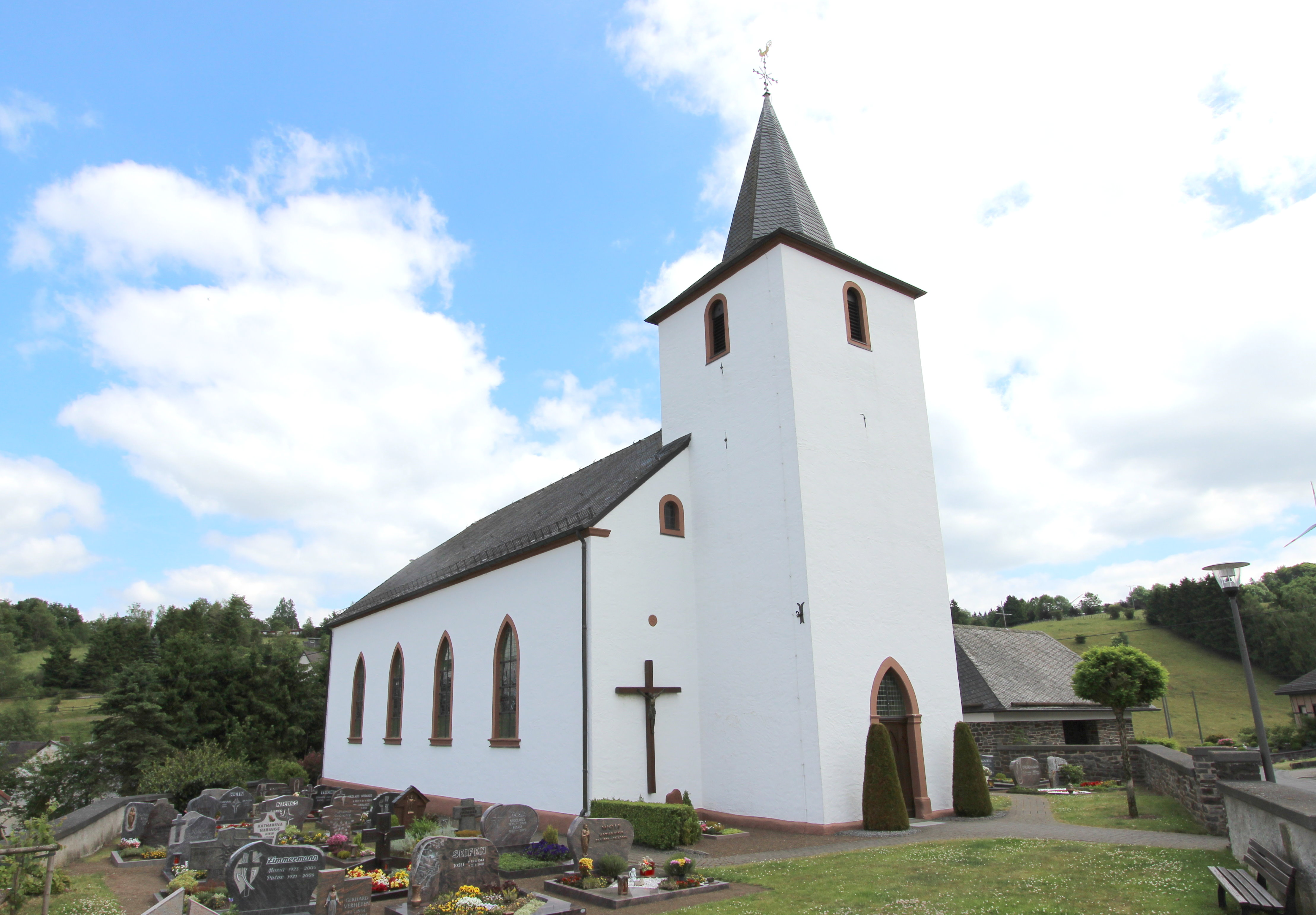
St. Margaretha von Antiochia

Ormont ist eine Ortsgemeinde im Landkreis Vulkaneifel im Land Rheinland-Pfalz. Sie gehört der Verbandsgemeinde Gerolstein an.

## Geographie
Die Gemeinde liegt in der Eifel am Fuße der Schneifel. Zu Ormont gehören auch die Wohnplätze Neuenstein und Erlenphenn.

## Geschichte
Ormont wurde 893 erstmals urkundlich im Prümer Urbar erwähnt.
In einem Güterverzeichnis von 1222 wird die Belehnung des Grafen von Vianden mit dem Hof zu Oremunte durch die Abtei Prüm überliefert.1320 wurde Friedrich II. von Blankenheim von König Johann von Böhmen, der gleichzeitig Graf von Luxemburg war, mit dem Dorf Oyrmunde belehnt. Friedrichs Gemahlin war Else, Frau von Neuenstein. 1329 kauften die Brüder Arnold I. und Gerhard V. von Blankenheim den Hof Neuenstein. 1361 kamen Ormont und Neuenstein durch Tausch an Johann I. von Schleiden und seinen Bruder Konrad von Schleiden, der Propst zu St. Gereon in Köln war. Konrad von Schleiden baute um 1365 die Burg Neuenstein auf einem Kegelhügel hoch über dem linken Prümufer. 1450 kam Ormont an die Grafen von Manderscheid-Schleiden und war von 1613 bis 1719 Besitz von Manderscheid-Gerolstein, danach von Manderscheid-Blankenheim-Gerolstein.
Landesherrlich gehörte der Ort bis zum Ende des 18. Jahrhunderts zum Herzogtum Luxemburg, das Teil der Österreichischen Niederlande war. Nach der Einnahme der Region durch französische Revolutionstruppen (1794) gehörte Ormont von 1795 bis 1814 zum französischen Kanton Kronenburg im Departement Ourthe und war der Mairie Hallschlag unterstellt. Während des Ersten Koalitionskriegs brannten 1794 französische Revolutionstruppen die Burg Neuenstein nieder und verkauften sie als Steinbruch.
Aufgrund der auf dem Wiener Kongress getroffenen Vereinbarungen kamen aus dem Departement Ourthe die drei Gemeinden Hallschlag, Ormont und Scheid zum Königreich Preußen. Die drei Gemeinden wurden der Bürgermeisterei Hallschlag im 1816 neu errichteten Kreis Prüm im Regierungsbezirk Trier zugeordnet.
Im Zweiten Weltkrieg wurde Ormont während der sogenannten Ardennenoffensive (Unternehmen „Wacht am Rhein“) stark zerstört.
Im Rahmen der rheinland-pfälzischen Funktional- und Gebietsreform wurde Ormont zusammen mit 14 weiteren Gemeinden am 7. November 1970 vom gleichzeitig aufgelösten Landkreis Prüm in den Landkreis Daun (seit 2007 Landkreis Vulkaneifel) umgegliedert.
Bevölkerungsentwicklung
Die Entwicklung der Einwohnerzahl von Ormont, die Werte von 1871 bis 1987 beruhen auf Volkszählungen:
| Jahr | Einwohner |
| 1815 | 208       |
| 1835 | 289       |
| 1871 | 347       |
| 1905 | 358       |
| 1939 | 669       |
| 1950 | 439       |

| Jahr | Einwohner |
| 1961 | 405       |
| 1970 | 397       |
| 1987 | 363       |
| 1997 | 402       |
| 2005 | 392       |
| 2024 | 343       |

## Politik

### Gemeinderat
Der Gemeinderat in Ormont besteht aus acht Ratsmitgliedern, die bei der Kommunalwahl am 9. Juni 2024 in einer Mehrheitswahl gewählt wurden, und dem ehrenamtlichen Ortsbürgermeister als Vorsitzendem.

### Bürgermeister
Andreas Maus wurde am 26. Juli 2019 Ortsbürgermeister von Ormont. Da bei der Direktwahl am 26. Mai 2019 kein Bewerber angetreten war, oblag die Neuwahl des Bürgermeisters gemäß rheinland-pfälzischer Gemeindeordnung dem Rat. In seiner konstituierenden Sitzung wählte er Maus einstimmig ins Amt. Bei der Direktwahl am 9. Juni 2024 wurde er als einziger Bewerber mit einem Stimmenanteil von 95,9 % für fünf Jahre wiedergewählt.
Maus Vorgänger Cornelis Dahm hatte das Amt 20 Jahre ausgeübt, war 2019 aber nicht erneut für diese Aufgabe angetreten.

## Wappen
| Wappen von Ormont | Blasonierung: „Unter goldenem Zackenschildhaupt und über goldenem Bogenschildfuß (Berg), darin ein roter Drachenkopf, der mit einem roten Kreuzstab bedeckt ist, in Rot fünf (2:1:2) silberne Kugeln, begleitet rechts und links von je einer goldenen Gleve.“ |
| Wappen von Ormont | Wappenbegründung: Ormont und der Ortsteil Neuenstein gehörten zur Grafschaft Manderscheid, die durch das goldene Zackenschildhaupt repräsentiert wird. Konrad von Schleiden, der Erbauer der Burg Neuenstein in Ormont, führte in seinem Wappen die goldenen Gleven (Lanzenspitzen). Aus dem Siegel des Johann von Neuenstein sind die fünf Kugeln entnommen. Der goldene Berg im unteren Teil des Wappens symbolisiert den früheren Vulkan Goldberg nahe der Gemeinde und gleichzeitig den Ortsnamen, der aus dem lateinischen „ad aureum montem“ entstanden ist. Kreuzstab und Drache stehen als Attribute der Kirchen- und Ortspatronin für die Heilige Margaretha. |

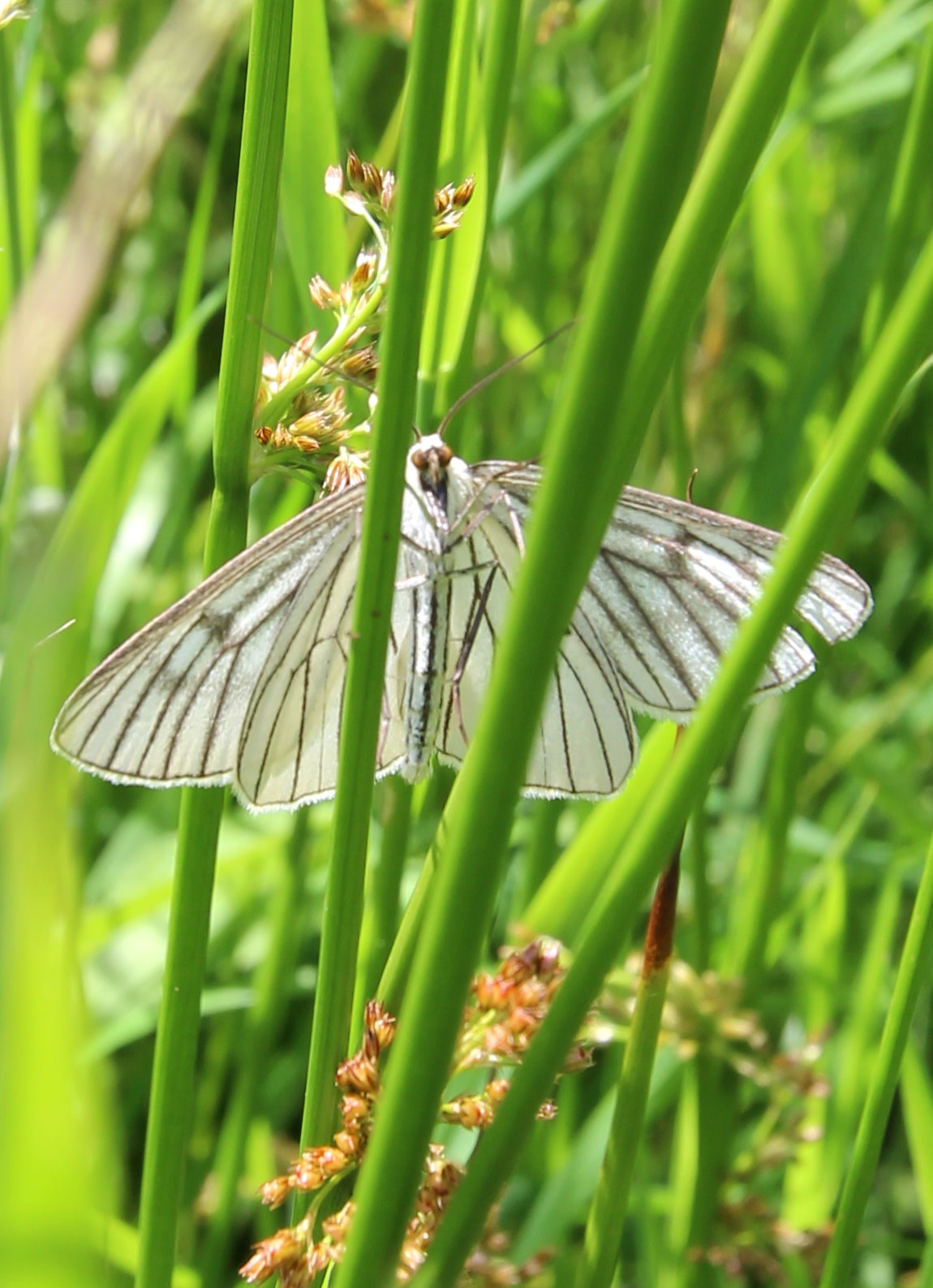
Hochmoor „Bragphenn“

Die Ortsgemeinde Ormont führt das Wappen seit 1992.

## Kultur und Sehenswürdigkeiten

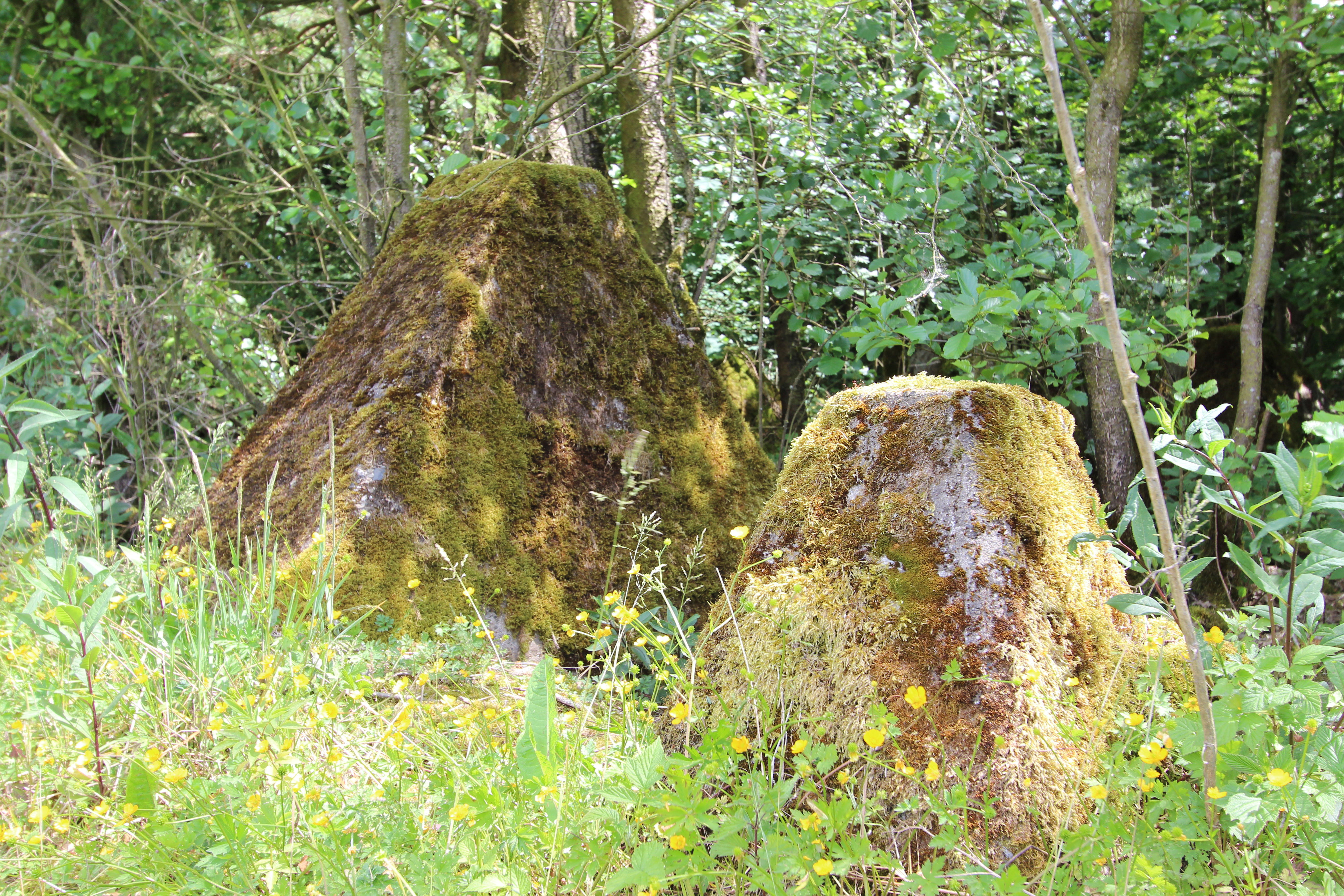
Höckerlinie als Panzersperre

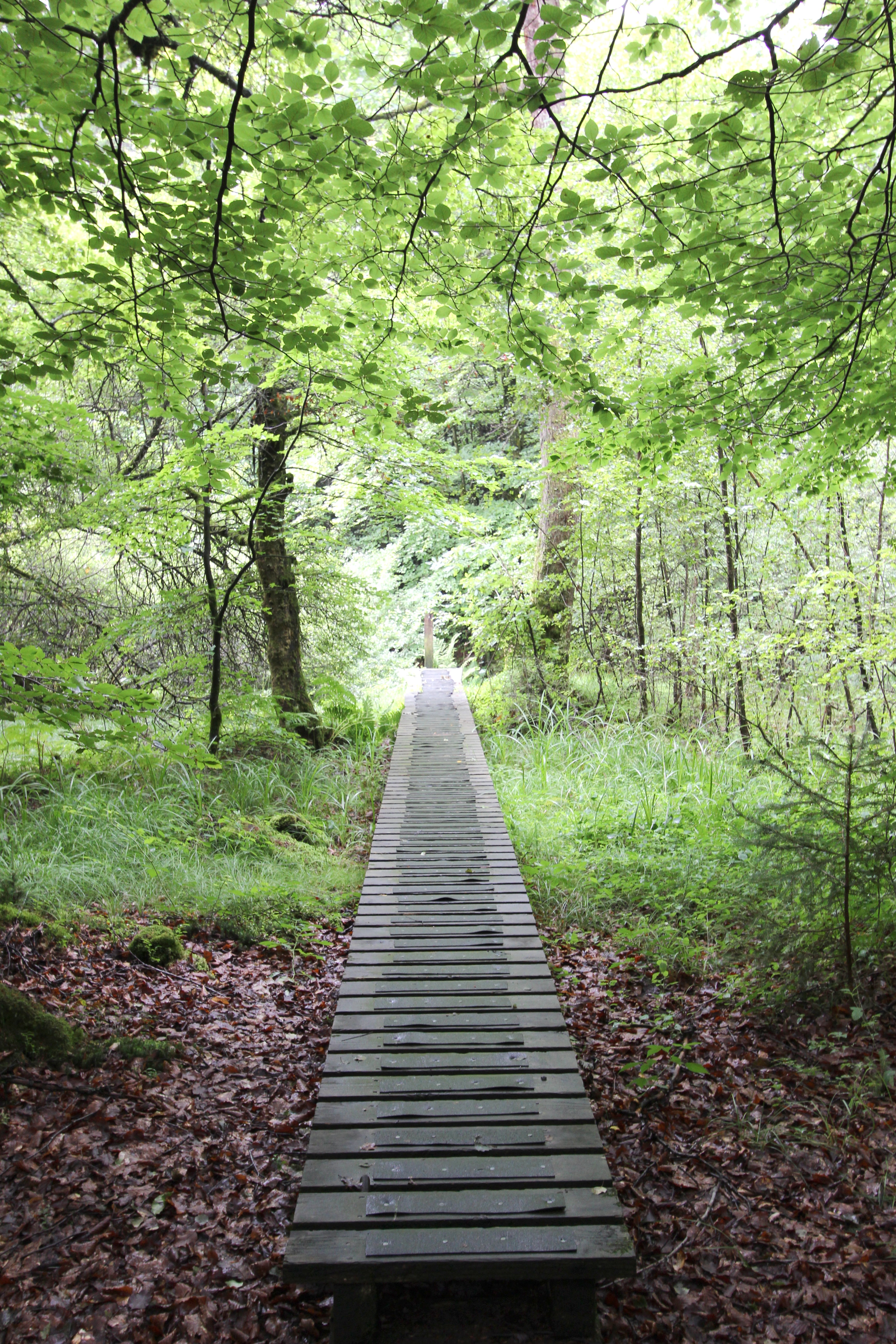
Holzsteg bis zur Quelle der Prüm

- Katholische Pfarrkirche St. Margareta (Ormont) von 1850
- Marienkapelle von 1952 mit Ehrenfriedhof
- Jährliches Kirmes- bzw. Kirchweihfest wird am Sonntag nach dem 20. Juli (Margareta v. A.) gefeiert
- Burgenbrennen am ersten Sonntag der Fastenzeit (sogenannter Scheef-Sonntag)[8]
- Im Ortsteil Neuenstein stand früher die Burg Neuenstein, von der heute nur noch geringe Baureste vorhanden sind (⊙).[9]
- Mehrere sehr gut erhaltene Abschnitte der Höckerlinie des Westwalls (⊙)
- Hochmoor „Bragphenn“ – eine Naturfläche für z. B. Wollgras, Fieberklee oder den Perlmuttfalter (⊙)
- „Prümquelle“ – eine Tümpelquelle im Arenberger Forst (⊙)
- „Ormonter Drees“ in der Dreiswies. Der Sauerbrunnen ist nicht gefasst und nur schwer fußläufig erreichbar. (⊙)
- Zahlreiche Wanderwege in und um Ormont[10][11]
- Jakobsweg durch Ormont nach Santiago de Compostela (Spanien); Ormont befindet sich auf dem Weg von Köln/Bonn über Trier nach Schengen.[12][13]

Siehe auch: Liste der Kulturdenkmäler in Ormont
Siehe auch: Liste der Naturdenkmale in Ormont

## Wirtschaft und Infrastruktur
In Ormont werden seit 2002 von einem Familienbetrieb Holzpellets hergestellt.
Seit 1991 gibt es auf dem Goldberg nordöstlich der Gemeinde den ersten Windpark im Binnenland Deutschlands. Der Windpark Ormont-Goldberg (⊙) hat sieben Windräder vom Typ Enercon-33 und neun Windräder vom Typ Südwind S70. Die Gesamtleistung der 16 Windkraftanlagen beträgt 15,46 MW pro Jahr.
Der Windpark Ormont-Erlenphenn (⊙) hat ein Windrad vom Typ Enercon E-40/5.40 und ein Windrad vom Typ Enercon E-58. Die Gesamtleistung der zwei Windkraftanlagen beträgt 1,5 MW.
Siehe auch: Liste von Windkraftanlagen in Rheinland-Pfalz

## In Ormont geboren
- Walter Krämer (* 1948), Ökonom, Hochschullehrer und Autor